# Isla de Tecuena
Isla de Tecuena är en ort i Mexiko.   Den ligger i kommunen Pátzcuaro och delstaten Michoacán de Ocampo, i den södra delen av landet, 260 km väster om huvudstaden Mexico City. Isla de Tecuena ligger 2 060 meter över havet och antalet invånare är 223. Den ligger vid sjön Lago de Pátzcuaro.
Terrängen runt Isla de Tecuena är kuperad åt nordost, men åt sydväst är den platt. Runt Isla de Tecuena är det ganska tätbefolkat, med 108 invånare per kvadratkilometer. Närmaste större samhälle är Pátzcuaro, 8,9 km sydost om Isla de Tecuena.